# Östra Gravatjärnen
Östra Gravatjärnen är en sjö i Kramfors kommun i Ångermanland och ingår i Ångermanälven-Gådeåns kustområde.